# Bournes Green (Gloucestershire)
Bournes Green – przysiółek w Anglii, w hrabstwie Gloucestershire. Leży 17 km na południowy wschód od miasta Gloucester i 142 km na zachód od Londynu.